# Ameisenvagabunden
Die Ameisenvagabunden (Phrurolithus) bilden eine Gattung innerhalb der Familie der Ameisensackspinnen (Phrurolithidae). Die wie alle Vertreter der Familie eher kleinen Arten der fast weltweit verbreiteten Gattung imitieren in Form der Bates’schen Mimikry wie andere Ameisensackspinnen entsprechend des Trivialnamens Ameisen. Dies geschieht neben dem Erscheinungsbild auch durch die ameisenähnliche Bewegung der tagaktiven und recht bewegungsfreudigen Spinnen.

## Merkmale

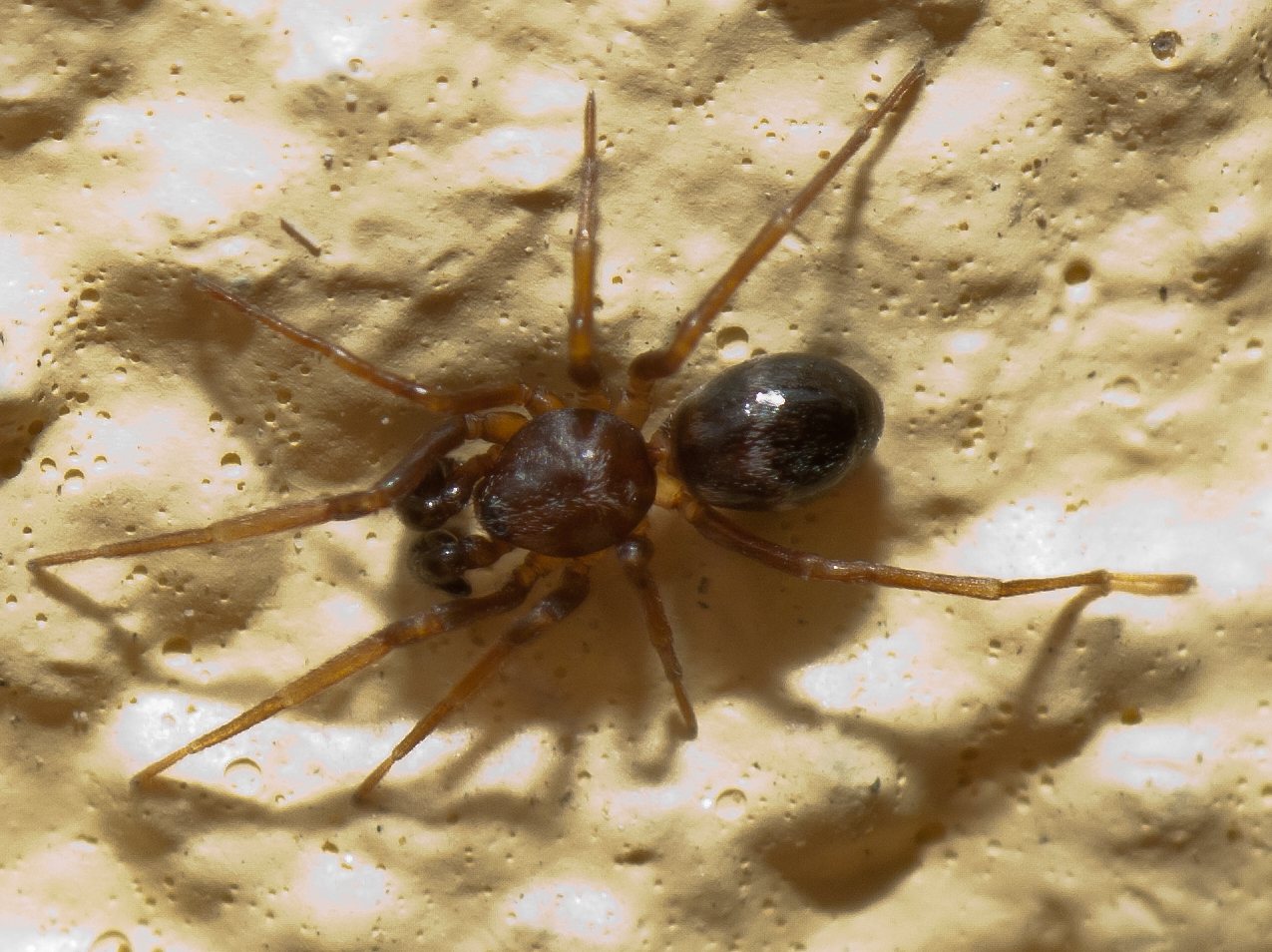
Männlicher Ameisenvagabund

Ameisenvagabunden erreichen eine Körperlänge von maximal vier Millimetern und sind mehrheitlich dunkel gefärbt. Der Habitus (Erscheinungsbild) dieser Spinnen erinnert wie bei anderen Ameisensackspinnen (Phrurolithidae) an den von Ameisen. Dies dient im Rahmen der Bates’schen Mimikry der Abwehr von Prädatoren (Fressfeinden), wie es auch bei vielen anderen myrmekomorphen (ameisenähnlichen) Spinnen der Fall ist, da Ameisen bedingt durch ihre Wehrhaftigkeit zumeist unbeliebte Beutetiere darstellen.
Der Carapax (Rückenschild des Prosomas bzw. Vorderkörpers) ist von ovaler Form sowie lateral (seitlich) abfallend und die Fovea (Apodem) deutlich erkennbar. Die anteriore (vordere) Augenreihe hat einen leicht prokurven (vorgebogen) Verlauf und ist schmaler als die posteriore (hintere) Augenreihe, die frontal betrachtet prokurv (vorgebogen) erscheint. Ansonsten hat diese einen geraden Verlauf. Die lateralen Augen sind größer als die medianen (mittleren). Genauso weisen die kreisförmigen anterior medianen Augen einen größeren Durchmesser als die ovalen anterior lateralen Augen auf. Der Abstand der anterior medianen Augen zueinander ist größer als der zwischen den anterior medianen und den anterior lateralen. Bei der posterioren Augenreihe besitzen dessen ovale mediane Augen einen größeren Durchmesser als die kreisförmigen lateralen Augen. Der Abstand zwischen den posterioren Augen fällt immer gleich aus. Das mediane (mittlere) Augenviereck erscheint rechteckig.
Die Cheliceren (Kieferklauen) verjüngen sich in distale (von der Körpermitte entfernt liegende) Richtung. Retromarginal (innen rückseitig) sind sie mit je einem kleinen Zahn und promarginal (innen vorderseitig) jeweils mit zwei Reihen langer, gebogener und borstenartiger Setae (chitinisierter Haare) versehen. Die Höhe des Clypeus (Abschnitt zwischen dem anterioren Augen und dem Carapax) fällt dreimal so hoch wie die der anterior medianen Augen aus. Er ist außerdem zweimal so groß wie die anterior medianen Augen. Die Maxillae (umgebildete Coxen der Pedipalpen) sind anderthalb mal so breit wie hoch und das Labium (sklerotisierte Platte zwischen den Maxillae auf anteriorer Seite des Sternums). Das Sternum (Rückenschild des Prosomas) erweitert sich zwischen den Coxae (Hüftglieder) des vierten Beinpaares. Seine Spitze ist abgestumpft.
Die Beine weisen eine unterschiedlich Anzahl ventraler (unterer) Stacheln auf, dabei befinden sich auf gleicher Seite bei den Tibien (Schienen) des ersten Beinpaares immer jeweils vier bis fünf Paare dieser Stacheln und an den Metatarsen (Fersengliedern) selbigen Beinpaars je zwei bis drei Paare davon. Den Tarsen (Fußgliedern) fehlen anders als anderen Ameisensackspinnen Krallenbüschel und Scopulae (Haftsetaebüschel).
Das Opisthosoma (Hinterleib) kann bei den Ameisenvagabunden sehr variabel geschaffen sein. Zumindest bei den mitteleuropäischen Arten weist es dorsal (oben) eine dunkle Grundfärbung und eine Musterung aus weißen Flecken auf. Männliche Ameisenvagabunden besitzen außerdem dorsal auf dem Opisthosoma ein orangebraunes Scutum (sklerotisierte Platte) auf, das die gesamte Dorsalfläche einnimmt. Dieses Scutum kann bei Draufsicht der Spinnen sowie bei Jungtieren jedoch schwer erkennbar sein.

Ansichten weiblicher Ameisenvagabunden
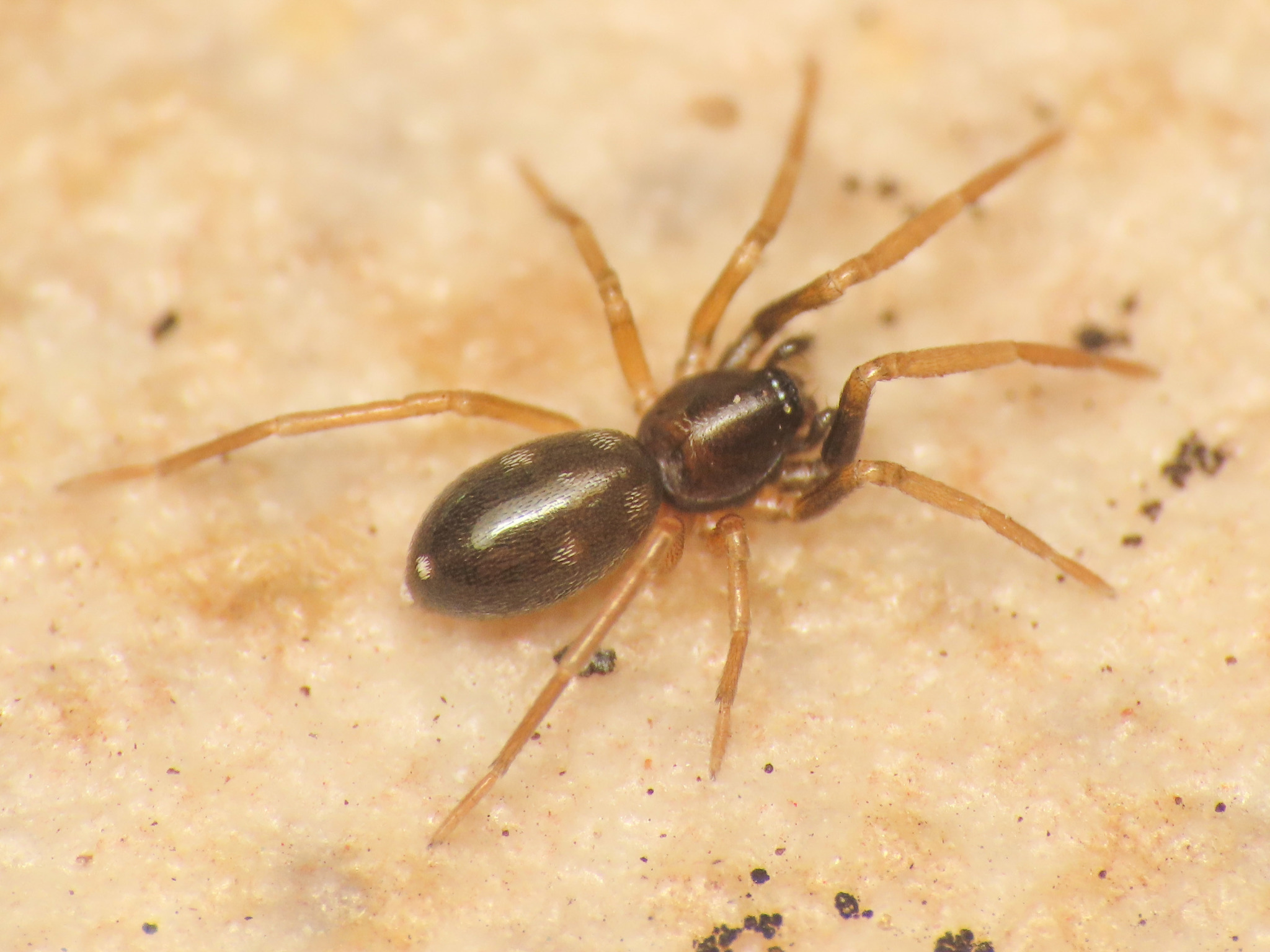
Dorsalansicht
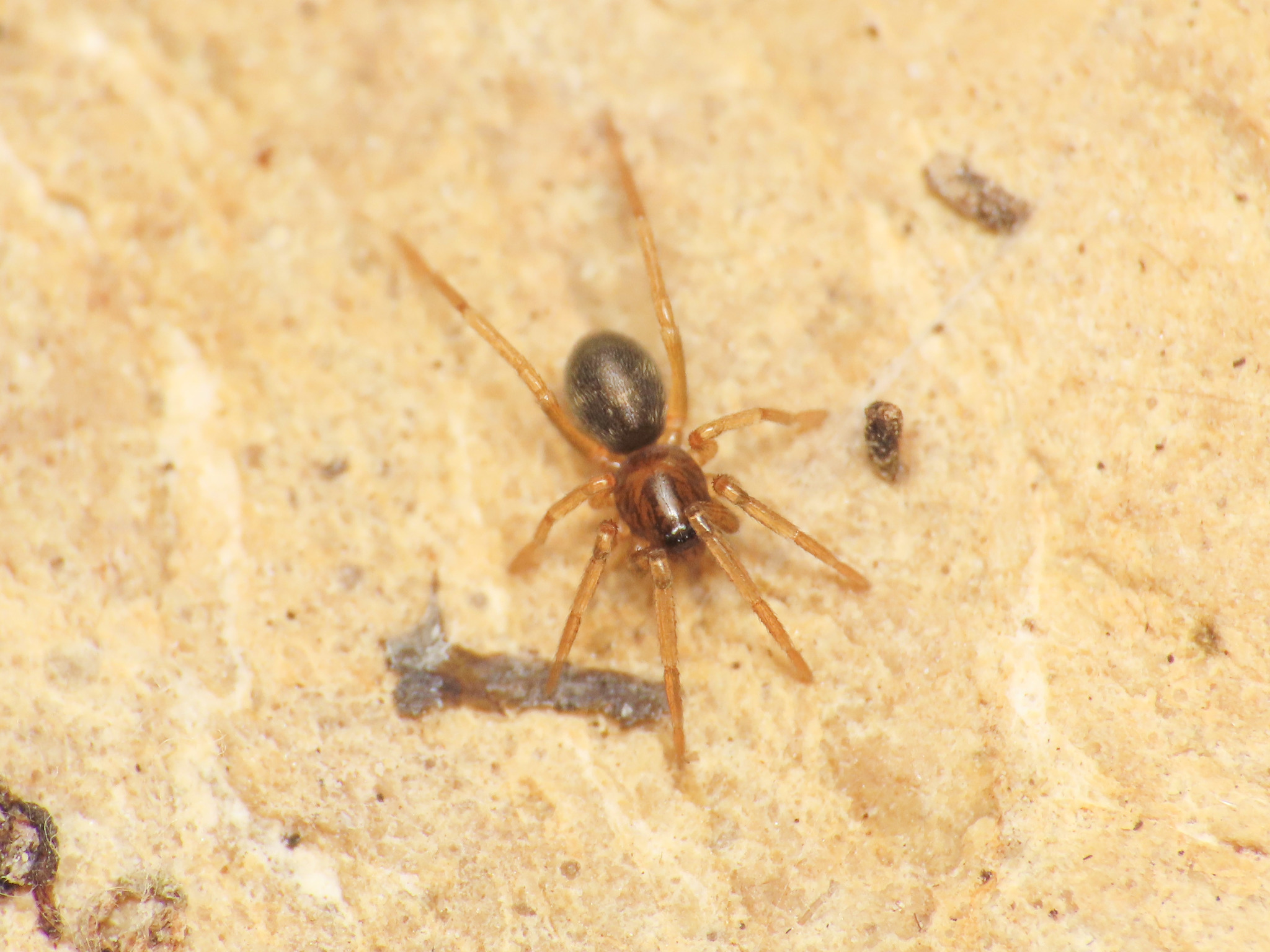
Frontalansicht
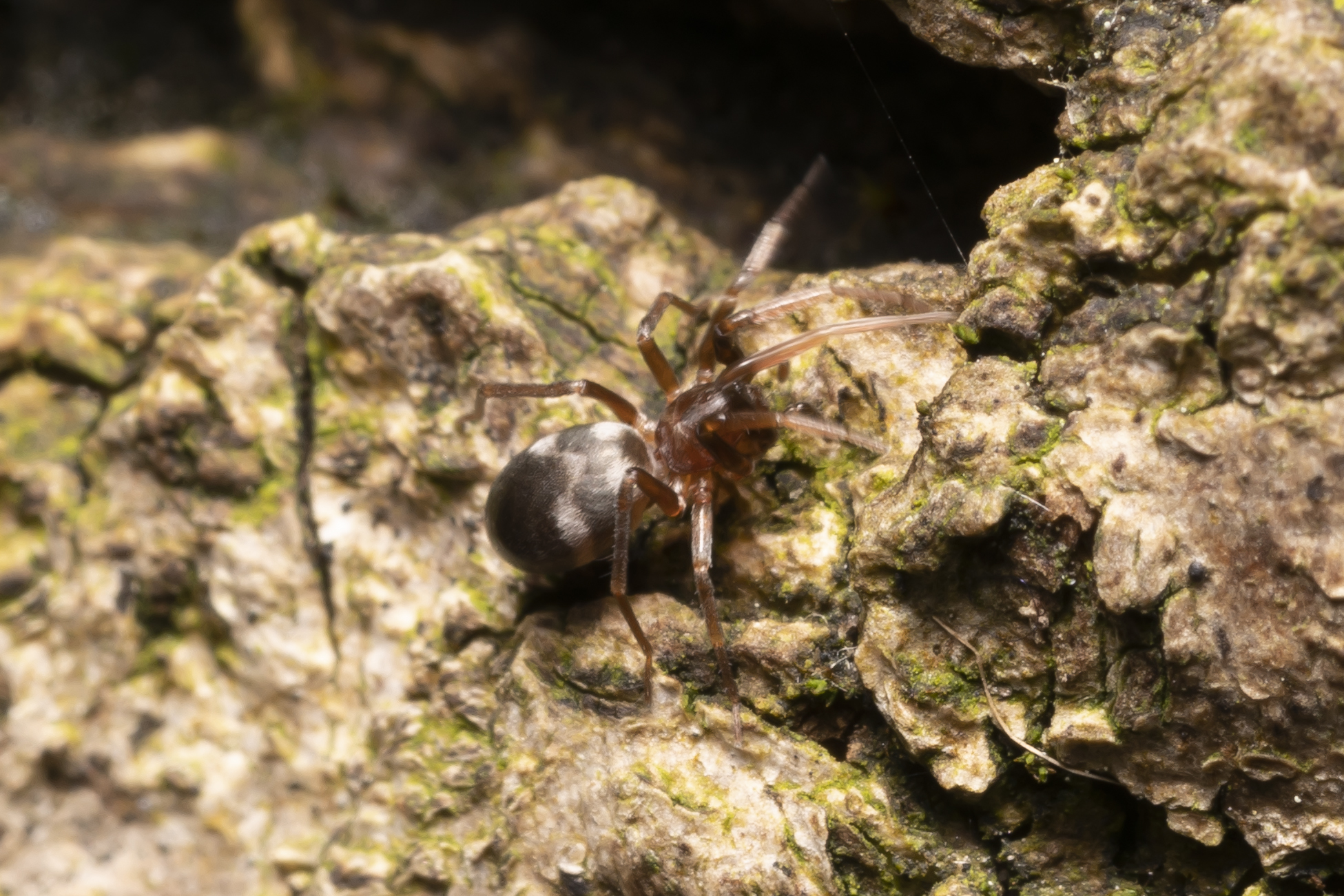
Lateralansicht
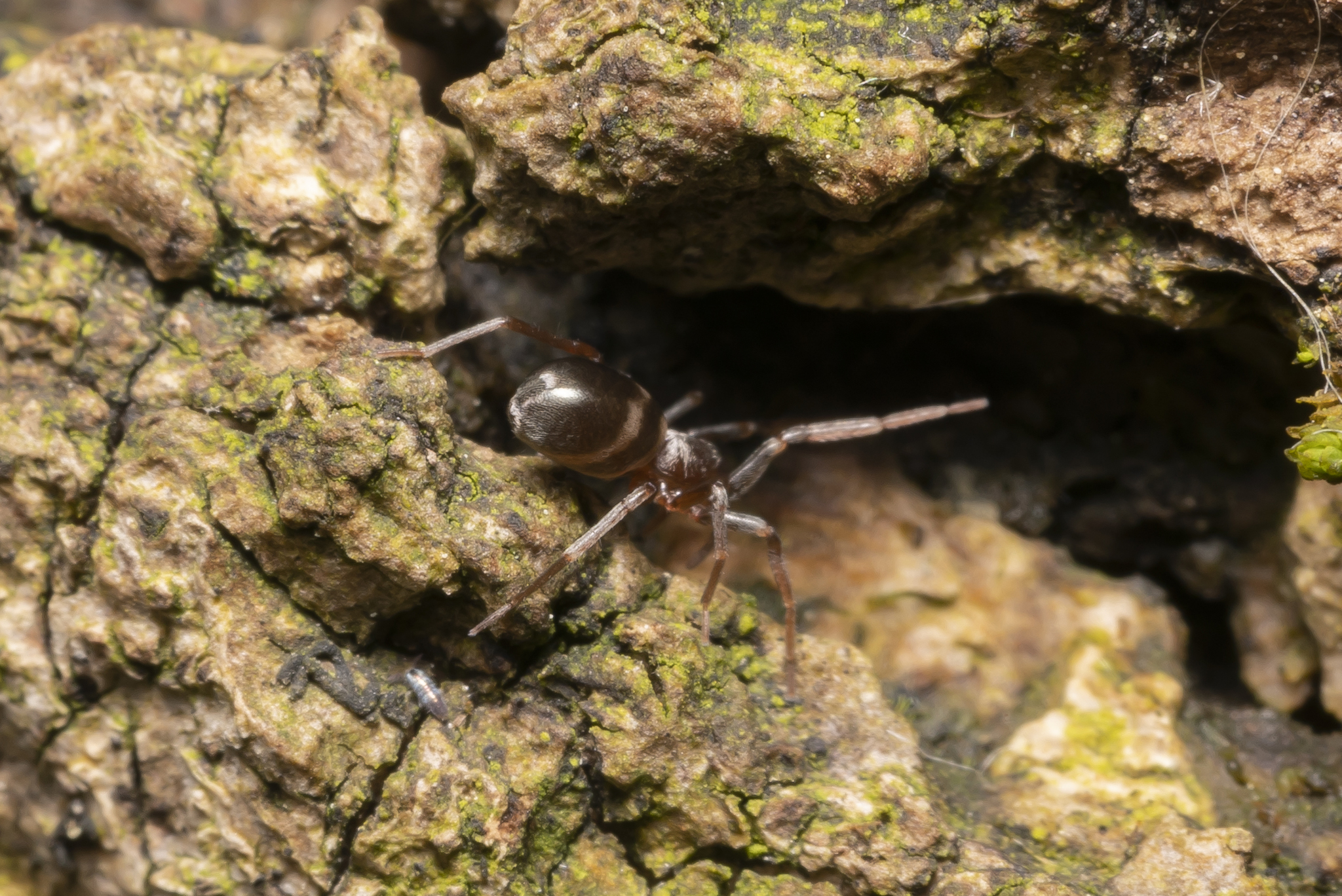
Rückansicht

### Genitalmorphologische Merkmale

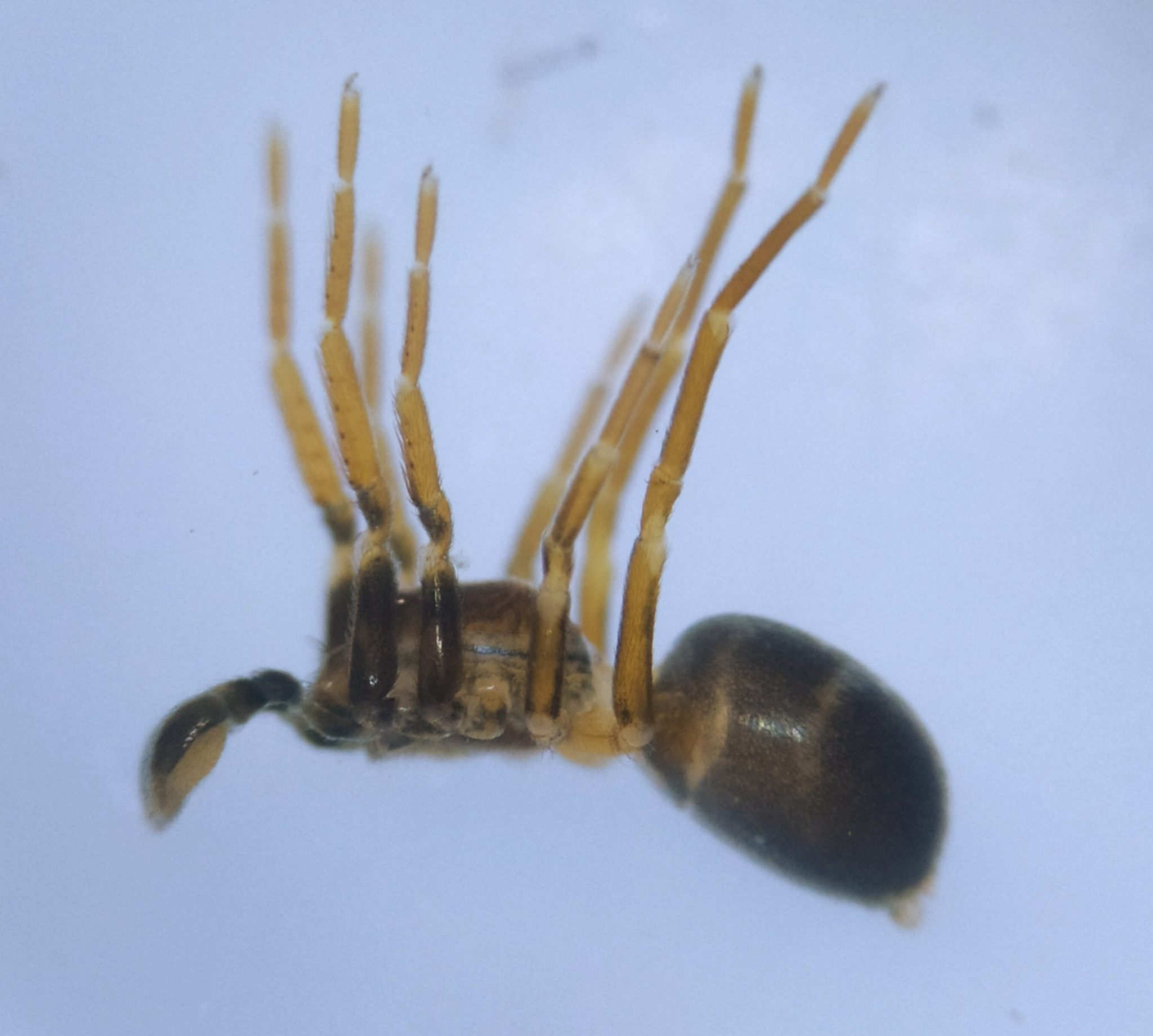
Lateralansicht eines männlichen Ameisenvagabunden mit den hier gut erkennbaren Bulbi (männlichen Geschlechtsorganen)

Die Pedipalpen (umgewandelte Extremitäten im Kopfbereich) der männlichen Ameisenvagabunden werden jeweils durch eine sehr große Apophyse (Fortsatz) an der Tibia charakterisiert, die etwa doppelt so lang wie die Tibia selber ist. Die Epigyne (weibliches Geschlechtsorgan) weist bei den Spinnen innerhalb der Gattung eine posterior marginale (rückseitige) Sklerotisierung (Verhärtung) auf, die sich bis zur Innenseite der epigastrischen (beim Magen befindlichen) Furche erstreckt. Die Vulva besitzt ein Paar ballonartigen, nicht sklerotisierten und ventral gelegener Ausstülpungen, die mehr als doppelt so groß sind wie die stark sklerotisierten Spermatheken (Samentaschen) sind.

### Differenzierung von den Schillerspinnen

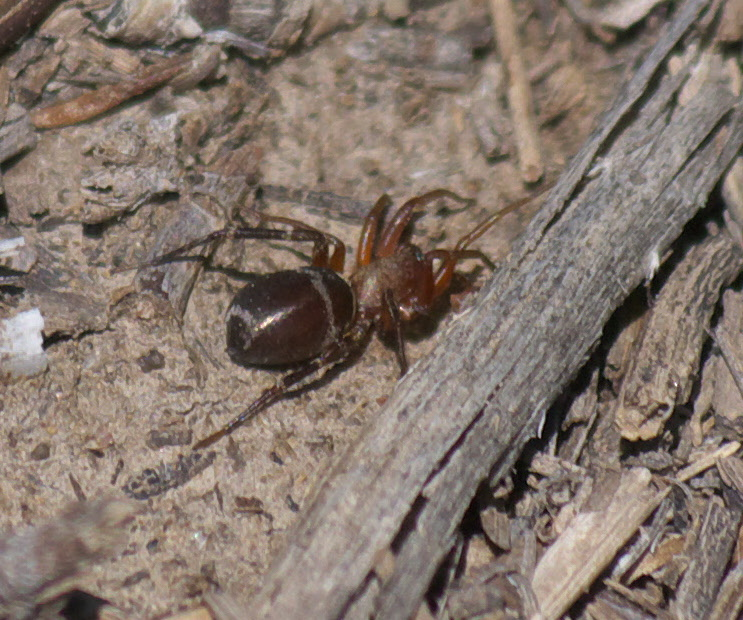
Weibliche Schillerspinne (Micaria sp.)

Die Ameisenvagabunden können leicht mit den nicht näher verwandten Schillerspinnen (Micaria) aus der Familie der Plattbauchspinnen (Gnaphosidae) verwechselt werden, zumal die Spinnen beider Gattungen eine äußerst ähnliche Lebensweise vollführen und aus dem gleichen Grund Ameisen imitieren. Bei den Schillerspinnen ist jedoch an den Maxillae eine wenn auch undeutliche Delle ausgebildet und das Opisthosoma sattelförmig eingeschnürt. Beide Eigenschaften fehlen den Ameisenvagabunden, die dafür eine größere Anzahl an Stacheln an den Tibien der beiden vorderen Beinpaaren und an Zähnen der Cheliceren aufweisen. Die Beinstacheln der Schillerspinnen sind entweder in der Formation 0-1, 1,1 oder jeweils als einzelnes Paar entwickelt und die Anzahl der Zähne an den Cheliceren beläuft sich hier maximal auf 1.

## Verbreitung und Lebensräume

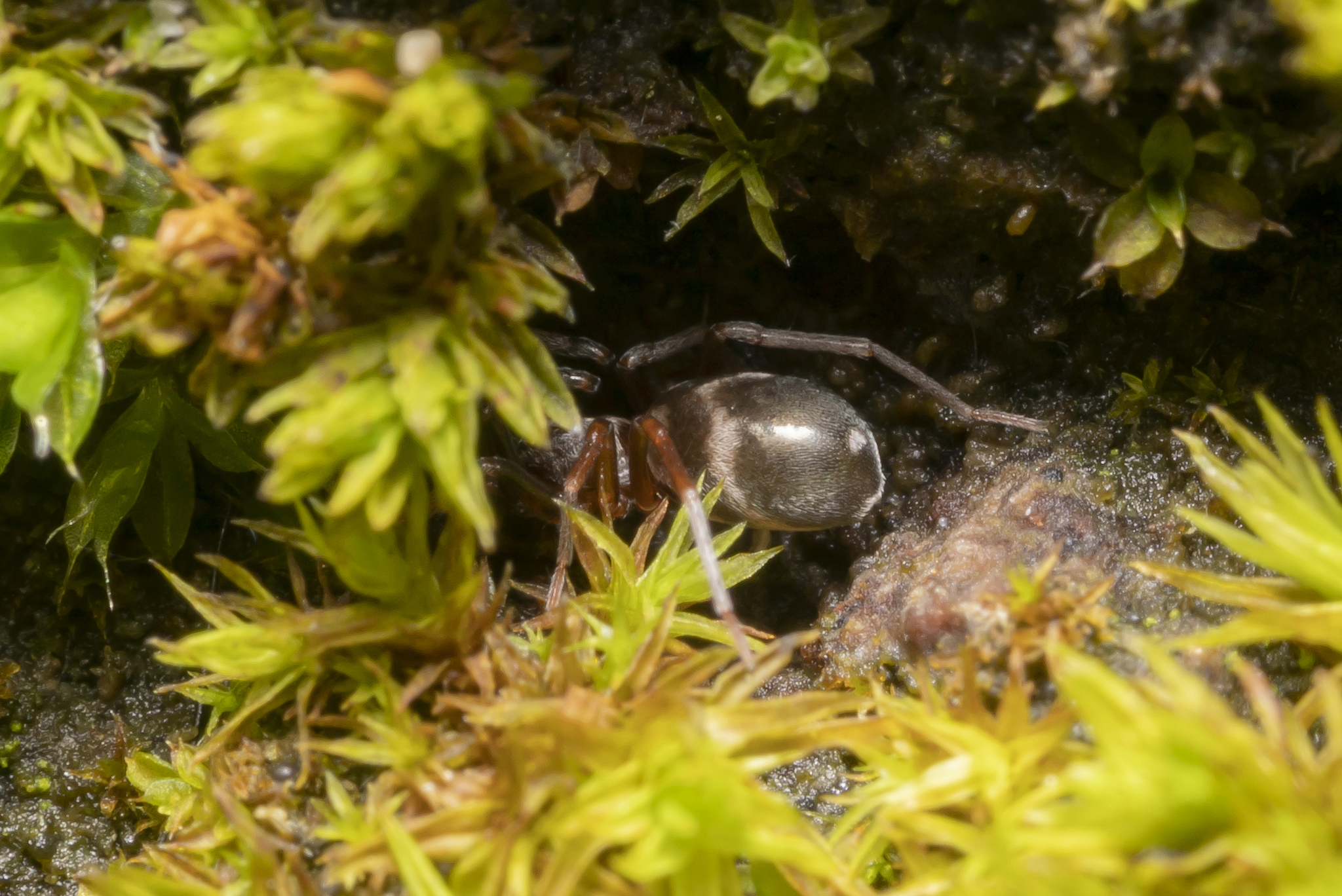
Teilweise verborgener weiblicher Ameisenvagabund auf bewachsenem Untergrund, gefunden in Genf.

Die Gattung der Ameisenvagabunden ist mit Ausnahme der Antarktika auf allen Kontinenten der Erde präsent. Die Habitate (Lebensräume) können dabei je nach Art sehr unterschiedlich ausfallen und so etwa zwischen sonnigem und feuchten Gebieten schwanken.

## Biologie

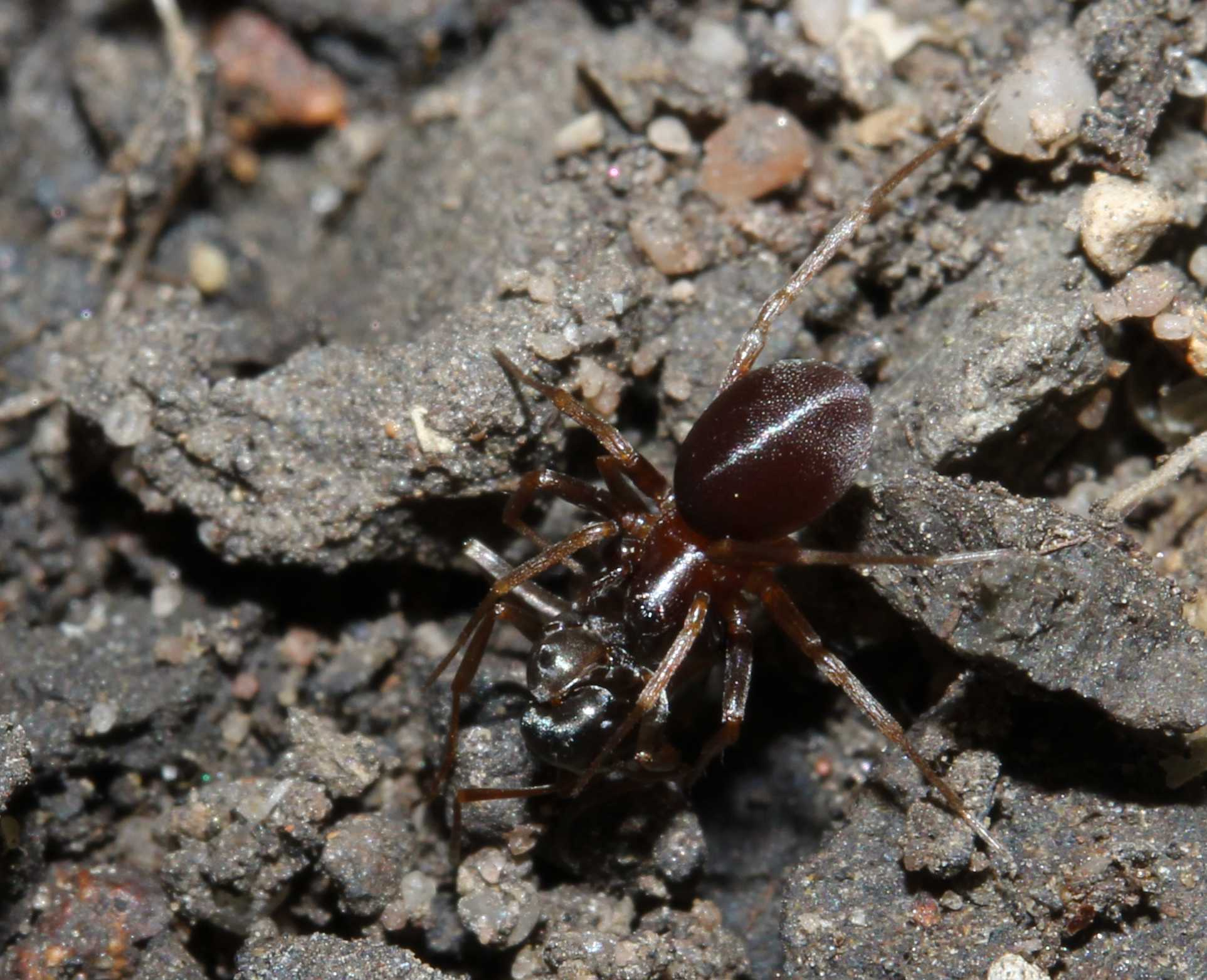
Weiblicher Ameisenvagabund mit erbeuteter Ameise

Ameisenvagabunden sind tagaktiv und bewegen sich bei sonnigem Wetter flink umher. Die Spinnen befinden sich nahezu ausschließlich in Bewegung und bewegen sich dabei über kurze Distanzen, ehe sie anschließend abrupt einen Halt einlegen. Dann heben die Ameisenvagabunden die vorderen Beine und das Opisthosoma kurzzeitig an, ehe sie sich wieder fortbewegen und dieser Prozess sich so wiederholt. Diese Bewegungsweise erinnert an die von Ameisen und verstärkt somit die Mimikry der Spinnen.
Ameisenvagabunden legen wie alle Ameisensackspinnen (Phrurolithidae) für den Beuteerwerb kein Spinnennetz an, sondern erlegen Beutetiere freilaufend. Das Beutespektrum setzt sich vermutlich aus kleinen terrestrischen (bodenbewohnenden) Insekten zusammen, wobei Ameisen als Beutetiere unwahrscheinlicher sein dürften. Die Vermutung des Beutespektrums der Ameisenvagabunden rührt von den ausklappbaren Stachelreihen auf den Innenseiten der Tibien und Metatarsi der vorderen Beine.

## Systematik
Die Systematik der Ameisenvagabunden durchlief mehrere Änderungen, besonders hinsichtlich der Familienzugehörigkeit der Gattung. Die Ameisenvagabunden sind überdies die Typusgattung der Ameisensackspinnen (Phrurolithidae).

### Beschreibungsgeschichte
Die Gattung der Ameisenvagabunden galten seit ihrer 1839 von Carl Ludwig Koch durchgeführten Erstbeschreibung anfangs den Feldspinnen (Liocranidae) zugehörig, ehe sie 2002 unter Jan Bosselaers und Rudy Jocqué den Rindensackspinnen (Corinnidae) zugeordnet wurden. Martín J. Ramírez transferierte die Gattung 2014 dann zu den Ameisensackspinnen, die er gleichzeitig wieder zur Familie erhob.

### Arten
Die Gattung der Ameisenvagabunden umfasst 46 Arten. Diese und ihre geographischen Verbreitungen sind:
- P. absurdus Gertsch, 1941 – Vereinigte Staaten
- P. adjacens Gertsch & Davis, 1940 – Mexiko
- P. aemulatus Gertsch, 1941 – Vereinigte Staaten
- P. alatus Ivie & Barrows, 1935 – Vereinigte Staaten
- P. apacheus Gertsch, 1941 – Vereinigte Staaten
- P. apertus Gertsch, 1935 – Vereinigte Staaten
- P. approximatus Gertsch & Davis, 1940 – Mexiko
- P. azarkinae Zamani & Marusik, 2020 – Türkei, Aserbaidschan, Iran
- P. banksi Gertsch, 1941 – Vereinigte Staaten
- P. callidus Gertsch, 1935 – Vereinigte Staaten
- P. camawhitae Gertsch, 1935 – Vereinigte Staaten
- P. catalinius Gertsch, 1941 – Vereinigte Staaten
- P. claripes (Dönitz & Strand, 1906) – China, Russland (Sachalin), Taiwan, Japan
- P. coahuilanus Gertsch & Davis, 1940 – Mexiko
- P. concisus Gertsch, 1941 – Vereinigte Staaten
- P. connectus Gertsch, 1941 – Vereinigte Staaten
- P. corsicus (Simon, 1878) – Spanien, Frankreich (Korsica), Italien (Sardinien) bis Rumänien
- P. debilis Gertsch & Davis, 1940 – Mexiko
- P. diversus Gertsch & Davis, 1940 – Mexiko
- P. dolius Chamberlin & Ivie, 1935 – Vereinigte Staaten
- P. duncani (Chamberlin, 1925) – Vereinigte Staaten
- P. emertoni Gertsch, 1935 – Vereinigte Staaten
- Gewöhnlicher Ameisenvagabund (P. festivus (C. L. Koch, 1835)) – Europa, Türkei, Kaukasien, Russland (Europa bis Ferner Osten), Kasachstan, Iran, China, Korea, Japan. In Kanada eingeführt.
- P. flavipes O. Pickard-Cambridge, 1872 – Libanon, Israel
- P. florentinus Caporiacco, 1923 – Italien
- P. goodnighti Muma, 1945 – Vereinigte Staaten
- P. hamdeokensis Seo, 1988 – Russland (Südsibirien, Far East), Korea
- P. kastoni Schenkel, 1950 – Vereinigte Staaten
- P. kentuckyensis Chamberlin & Gertsch, 1930 – Vereinigte Staaten
- P. labialis Paik, 1991 – Korea, Japan
- P. lasiolepis Fu, Chen & Zhang, 2016 – China
- P. leviculus Gertsch, 1936 – Vereinigte Staaten
- P. lindemanni Marusik, Omelko & Koponen, 2020 – Russland (Ferner Osten)
- P. luppovae Spassky, 1941 – Tadschikistan
- Kleiner Ameisenvagabund (P. minimus C. L. Koch, 1839) – Europa
- P. nemoralis Bryant, 1940 – Kuba
- Südlicher Ameisenvagabund (P. nigrinus (Simon, 1878)) – Mittel- und Südeuropa
- P. nipponicus Kishida, 1914 – Japan
- P. oabus Chamberlin & Ivie, 1935 – Vereinigte Staaten
- P. paludivagus Bishop & Crosby, 1926 – Vereinigte Staaten
- P. parcus (Hentz, 1847) – Vereinigte Staaten
- P. pennatoides Seo, 2018 – Korea
- P. pinturus Ivie & Barrows, 1935 – Vereinigte Staaten
- P. pipensis Muma, 1945 – Vereinigte Staaten
- Östlicher Ameisenvagabund (P. pullatus Kulczyński, 1897) – Mittel- bis Osteuropa, Türkei, Kaukasien, Iran, Kasachstan, Zentralasien
- P. pygmaeus Thorell, 1875 – Ukraine, Russland (Europa)
- P. schwarzi Gertsch, 1941 – Vereinigte Staaten
- P. shimenensis Yin, Peng, Gong & Kim, 1997 – China
- P. similis Banks, 1895 – Vereinigte Staaten
- P. singulus Gertsch, 1941 – Vereinigte Staaten
- P. sinicus Zhu & Mei, 1982 – Russland (Südsibirien, Ferner Osten), China, Korea, Japan
- P. sordidus Savelyeva, 1972 – Kasachstan
- P. spinosus Bryant, 1948 – Hispaniola
- P. szilyi Herman, 1879 – Portugal, Spanien, Mittel- bis Südosteuropa
- P. tamaulipanus Gertsch & Davis, 1940 – Mexiko
- P. tepejicanus Gertsch & Davis, 1940 – Mexiko
- P. thracia Komnenov & Chatzaki, 2016 – Griechenland, Türkei

#### Transferierte Arten
67 Arten galten einst als zu den Ameisenvagabunden zugehörig, wurden jedoch mittlerweile transferiert. Die Arten sind:
- P. adjacens Gertsch & Davis, 1940 = Scotinella adjacens
- P. annulus Zhou, Wang & Zhang, 2013 = Otacilia annula
- P. anticus Wang, Chen, Zhou, Zhang & Zhang, 2015 = Otacilia antica
- P. approximatus Gertsch & Davis, 1940 = Scotinella approximata
- P. bifidus Yin, Ubick, Bao & Xu, 2004 = Otacilia bifida
- P. britcheri Petrunkevitch, 1910 = Scotinella britcheri
- P. brittoni Gertsch, 1941 = Scotinella brittoni
- P. cangshan Yang, Fu, Zhang & Zhang, 2010 = Otacilia cangshan
- P. celatus Fu, Chen & Zhang, 2016 = Otacilia celata
- P. clavatus Yao, Irfan & Peng, 2019 = Otacilia clavata
- P. coahuilanus Gertsch & Davis, 1940 = Scotinella coahuilana
- P. coreanus Paik, 1991 = Corealithus coreanus
- P. daoxianensis Yin, Peng, Gong & Kim, 1997 = Bosselaerius daoxianensis
- P. debilis Gertsch & Davis, 1940 = Scotinella debilis
- P. deletus Gertsch, 1941 = Scotinella deleta
- P. dianchiensis Yin, Peng, Gong & Kim, 1997 = Otacilia dianchiensis
- P. diversus Gertsch & Davis, 1940 = Scotinella diversa
- P. divestus Gertsch, 1941 = Scotinella divesta
- P. divinulus Gertsch, 1941 = Scotinella divinula
- P. dixianus (Roddy, 1957) = Scotinella dixiana
- P. fanjingshan Wang, Chen, Zhou, Zhang & Zhang, 2015 = Otacilia fanjingshan
- P. faustus Paik, 1991 = Otacilia fausta
- P. flavitarsis (Lucas, 1846) = Liophrurillus flavitarsis
- P. foveatus Song, 1990 = Otacilia foveata
- P. fratrellus Gertsch, 1935 = Scotinella fratrella
- P. grandis Denis, 1964 = Liophrurillus flavitarsis
- P. hamatus Wang, Zhang & Zhang, 2012 = Otacilia hamata
- P. hengshan Song, 1990 = Otacilia hengshan
- P. insularis Petrunkevitch, 1930 = Laudetia insularis
- P. involutus Yao, Irfan & Peng, 2019 = Otacilia involuta
- P. komurai Yaginuma, 1952 = Otacilia komurai
- P. labialis Paik, 1991 = Labialithus labialis
- P. lasiolepis Fu, Chen & Zhang, 2016 = Phrurotimpus lasiolepis
- P. lindemanni Marusik, Omelko & Koponen, 2020 = Labialithus lindemanni
- P. longus Fu, Chen & Zhang, 2016 = Otacilia longa
- P. luna Kamura, 1994 = Otacilia luna
- P lynx Kamura, 1994 = Grandilithus lynx
- P. mateonus Chamberlin & Gertsch, 1930 = Phrurotimpus mateonus
- P. minutus (Banks, 1892) = Phrurotimpus minutus
- P. nigerus Yin, 2012 = Otacilia nigerus
- P. palgongensis Seo, 1988 = Pennalithus palgongensis
- P. pennatoides Seo, 2018 = Pennalithus splendidus
- P. pennatus Yaginuma, 1967 = Pennalithus pennatus
- P. portoricensis Petrunkevitch, 1930 = Laudetia portoricensis
- P. pugnatus Emerton, 1890 = Scotinella pugnata
- P. qiqiensis Yin, Ubick, Bao & Xu, 2004 = Otacilia qiqiensis
- P. redemptus Gertsch, 1941 = Scotinella redempta
- P. revolutus Yin, Ubick, Bao & Xu, 2004 = Otacilia revoluta
- P. sculleni Gertsch, 1941 = Scotinella sculleni
- P. splendidus Song & Zheng, 1992 = Pennalithus splendidus
- P. squamacus Yao, Irfan & Peng, 2019 = Otacilia squamaca
- P. subannulus Fu, Chen & Zhang, 2016 = Otacilia subannula
- P. subnigerus Fu, Chen & Zhang, 2016 = Corealithus subnigerus
- P. taiwanicus Hayashi & Yoshida, 1993 = Grandilithus taiwanicus
- P. tamaulipanus Gertsch & Davis, 1940 = Scotinella tamaulipana
- P. taoyuan Fu, Chen & Zhang, 2016 = Otacilia taoyuan
- P. tepejicanus Gertsch & Davis, 1940 = Scotinella tepejicana
- P. tibialis (Simon, 1878) = Phrurolinillus tibialis
- P. ulopatulisus Barrion & Litsinger, 1995 = Oedignatha scrobiculata
- P. umbratilis Bishop & Crosby, 1926 = Phrurotimpus umbratilis
- P. validus Fu, Chen & Zhang, 2016 = Otacilia valida
- P. vulpes Kamura, 2001 = Otacilia vulpes
- P. wallacei Gertsch, 1935 = Phrurotimpus wallacei
- P. wanshou Yin, 2012 = Grandilithus wanshou
- P. zhejiangensis Song & Kim, 1991 = Alboculus zhejiangensis
- P. zhouyun Wang, Chen, Zhou, Zhang & Zhang, 2015 = Otacilia zhouyun
- P. zongxu Wang, Zhang & Zhang, 2012 = Otacilia zongxu

#### Synonymisierte Arten
2 einstige Arten und, die zuletzt zu den Ameisenvagabunden zählten, wurden mit einer anderen der Gattung synonymisiert und verloren somit ihren Artstatus. Diese Arten waren:
- P. difficilis Wiehle, 1967 – Synonymisiert mit dem Kleinen Ameisenvagabunden (P. minimus) unter Job, 1968.
- P. rufescens (Simon, 1864) – Synonymisiert mit dem Kleinen Ameisenvagabunden unter Simon, 1878.

#### Nicht mehr anerkannte Art
Eine Art zählte zuletzt zur Gattung der Ameisenvagabunden und gilt heute als Nomen dubium. Die aufgelöste Art ist:
- P. rufescens C. L. Koch, 1839 – Aufgelöst unter Roewer, 1955.